# For What It's Worth
For What It's Worth é uma música composta por Stephen Stills e gravada pela banda folk-rock norte-americana Buffalo Springfield, lançada em janeiro de 1967.
O single atingiu o sétimo lugar na parada da Billboard Hot 100 daquele ano e ocupa o 63º lugar na lista das 500 melhores canções de todos os tempos da revista Rolling Stone.
Apesar da canção ter se tornado mundialmente um símbolo de uma época turbulenta e de confrontação que acontecia durante os anos 60, particularmente com relação a Guerra do Vietnã, Stills explicou que ela na verdade foi feita por ter presenciado confrontos entre a polícia e jovens hippies na Califórnia.
Seu título jamais aparece na letra, mais conhecida pelo refrão "Stop, children, what's that sound? Everybody look what's going down."
Usada hoje geralmente como música de fundo em filmes da época da guerra ou que se passam no fim da década de 60, ela faz parte da trilha sonora de filmes como Forrest Gump e Amargo Regresso, entre outros.

## Tabelas
| Paradas (1967)                        | Melhor posição |
| ------------------------------------- | -------------- |
| Canadá (RPM Top Singles)              | 5              |
| Nova Zelândia (Listener)              | 19             |
| Estados Unidos (Billboard Hot 100)    | 7              |
| Estados Unidos (Cash Box Top 100)     | 7              |
| Estados Unidos (Record World Top 100) | 8              |